# Серавале Пистойезе
Севава̀ле Пистойѐзе (на италиански: Serravalle Pistoiese) е град и община в Централна Италия, провинция Пистоя, регион Тоскана. Разположен е на 182 m надморска височина. Населението на общината е 11 674 души (към 2018 г.).